# بيتر بولوك (لاعب كريكت)
بيتر بولوك (6 يناير 1925 في المملكة المتحدة - 16 فبراير 1997) (بالإنجليزية: Peter Bullock)‏ هو لاعب كريكت بريطاني (وحمل سابقاً جنسية المملكة المتحدة لبريطانيا العظمى وأيرلندا). لعب مع Assam cricket team ‏.

## وصلات خارجية
- بيتر بولوك على موقع إي آس بي آن كريك إنفو (الإنجليزية)